# Tádzsik Népi Demokratikus Párt
A Tádzsik Népi Demokratikus Párt, rövidítve HHDT (tádzsikul: ХХДТ – Ҳизби халқӣ-демократӣ Тоҷикистон [Hizbi halki-demokrati Todzsikiszton]) politikai párt Tádzsikisztánban. A napjainkban kb. 100 ezres taglétszámú pártot 1994-ben hozták létre. Elnöke Emomali Rahmon, a Tádzsik Köztársaság elnöke, a párt ügyvezető elnöke Szafar Szafarov, központja dusanbei Egység Palotában található. Az ország vezető pártjaként kizárólagos befolyása van országos, regionális és helyi szinten. 
A párt programjában a demokratikus berendezkedést, a piacgazdaságot támogatja, kiemelt figyelmet szentel az élelmiszerellátásra és az energiabiztonságra. Kiáll a szekularizált állam mellett, kulturális téren támogatja a tádzsik nemzeti hagyományok újjáélesztését.
Imomali Rahmon elnök hatalomra kerülése óta a párt egyre inkább meghatározó szerepet játszik Tádzsikisztán politikai életében, napjainkra lényegében hatalmi monopóliumra tett szert.
A 2010. február 28-án tartott parlamenti választáson a tádzsik Legelsőbb Tanács (Madzsliszi Oli) alsóháza, a Képviselőház (Madzsliszi namojandagon) képviselői helyeinek 71,7%-át szerezte meg.

## Külső hivatkozások
- A Tádzsik Népi Demokratikus Párt (HHDT) honlapja (tádzsikul és oroszul, 2007 óta nem frissült)